# Bakkeö

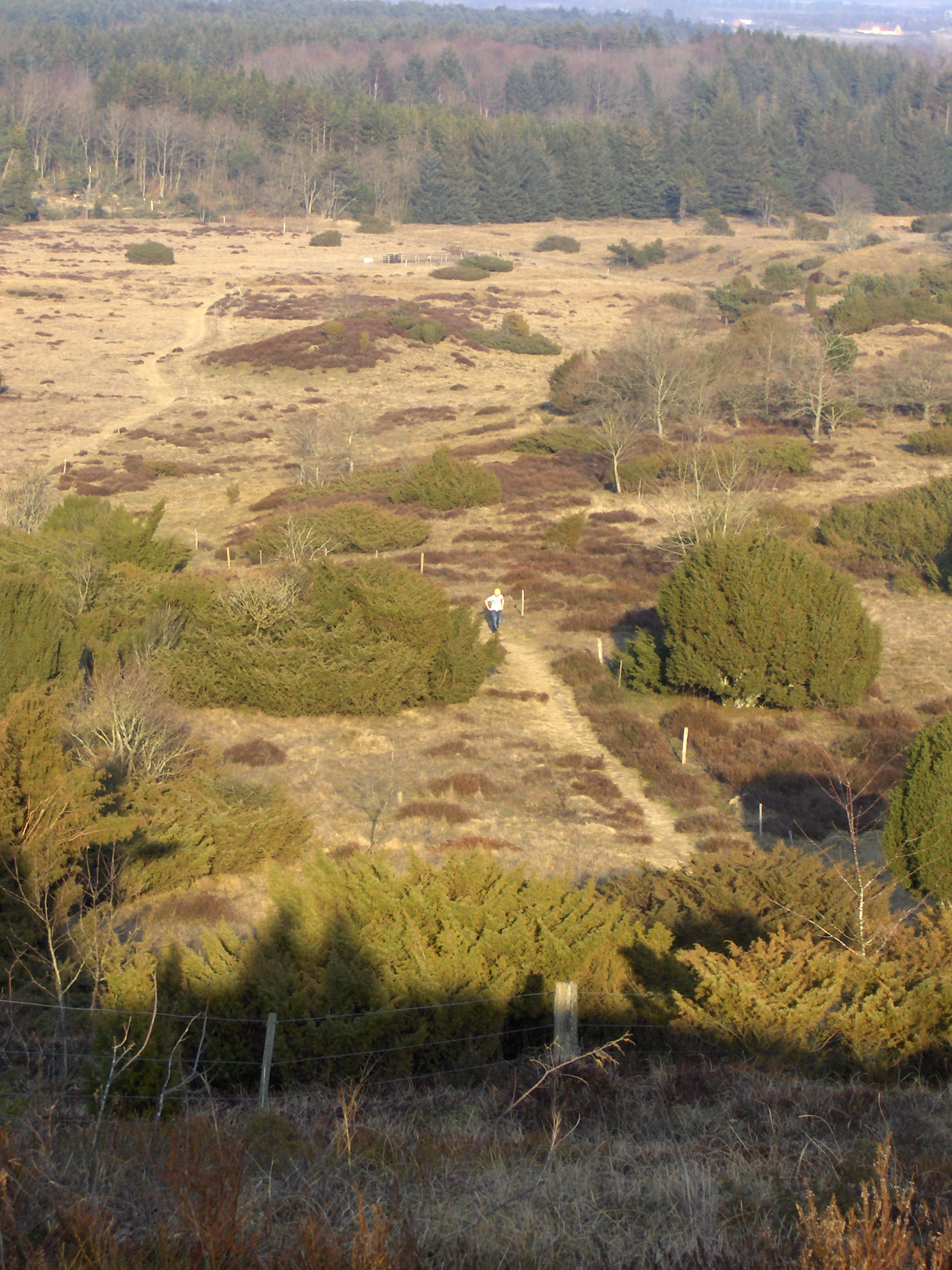
Hammer Bakker

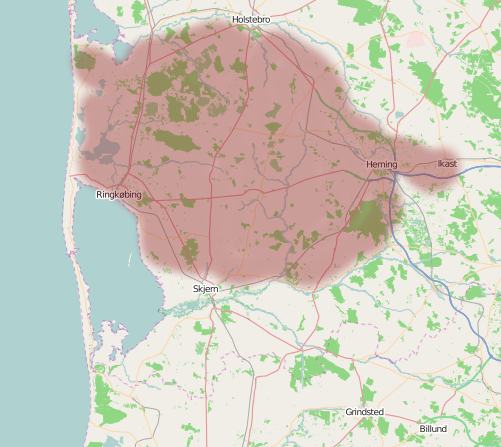
Karta över Skovbjerg bakkeø, den största bakkeön i Danmark

En bakkeö är en moränformation som skapades under den näst sista istiden (Saale), och som höjer sig över det omgivande platta landskapet som en ö i havet. Begreppet används framför allt för de landområden i Västjylland, som omges av hedslätter. Det introducerades av Enrico Dalgas, pionjären inom uppodling av Jyllands hedmarker. Det omgivande landskapet uppstod vid den första istiden, Saale, men det fanns inte bakkeöar förrän islutet av den andra istiden, (Weichsel). Smältvattnet penetrerade landskapet och bildade bakkeöarna, som uppstod mellan smältvattenslätterna.
Under den sista Weichselistiden täcktes inte Jylland väster om Ussings israndslinje av glaciärer. Bakkeöarna framträder där som utjämnade upphöjda områden, som höjer sig upp över hedslätterna. De skiljer sig ut från det östdanska moränlandskapet genom utjämnade landskapsformer, vattenlopp med jämnt fall och en starkt urvaskad jordmån. Ursprungligen hade moränlandskapet där bakkeöarna ligger samma utseende som det unga landskapet i Östdanmark, men under den sista istiden låg de i mer än 70.000 år som ett öppet tundralandskap med sparsam vegetation. Kölden trängde djupt ned i jorden, som var frusen året runt, och periglaciala processer som jordflyttning och frostsprängning utjämnade litet i taget landskapet, så att det förändrades från sin ursprungliga starkt kuperade prägel. På några ställen, som till exempel på Skovbjerg Bakkeø, kan man dock fortfarande iaktta tydliga upphöjda israndsmoräner från Saaleistiden.
Jorden runt en bakkeö består till den största delen av lera och sand. Ofta är lerhaltiga jordar bättre ägnade till åkerbruk än lätta sandjordar, men var för sig har jordtyperna olika brukningstekniska för- och nackdelar. Sandjordarna blir tidligt varma och bekväma att arbeta med på våren, och har dessutom en god luftningsbenägenhet, varvid syre tränger ned i jorden och koldioxid släpps ut. De stora porerna betyder dock att sandjorden har svårt att binda vatten, varför mängden vatten som är tillgängligt för plantorna blir mindre än i lerjord. Eftersom sandjorden således lättare torkar ut, ökas risken för jordflykt i torra perioder med stark blåst, liksom att näringsämnena snabbare vaskas ur. Lerjordarna kan redan på hösten bli tunga och svåra att bearbeta, vilket kan fortsätta till långt in på våren. Å andra sidan innebår de små porerna i texturen att lerjorden är bra för att behålla vatten och näringsämnen. 
De största bakkeöarna i Danmark finns i Västjylland: Skovbjerg Bakkeø, Ølgod Bakkeø, Esbjerg Bakkeø, Holsted Bakkeø, Rødding Bakkeø, Toftlund Bakkeø och Abild Bakkeø. 